# Przełącznik sieciowy

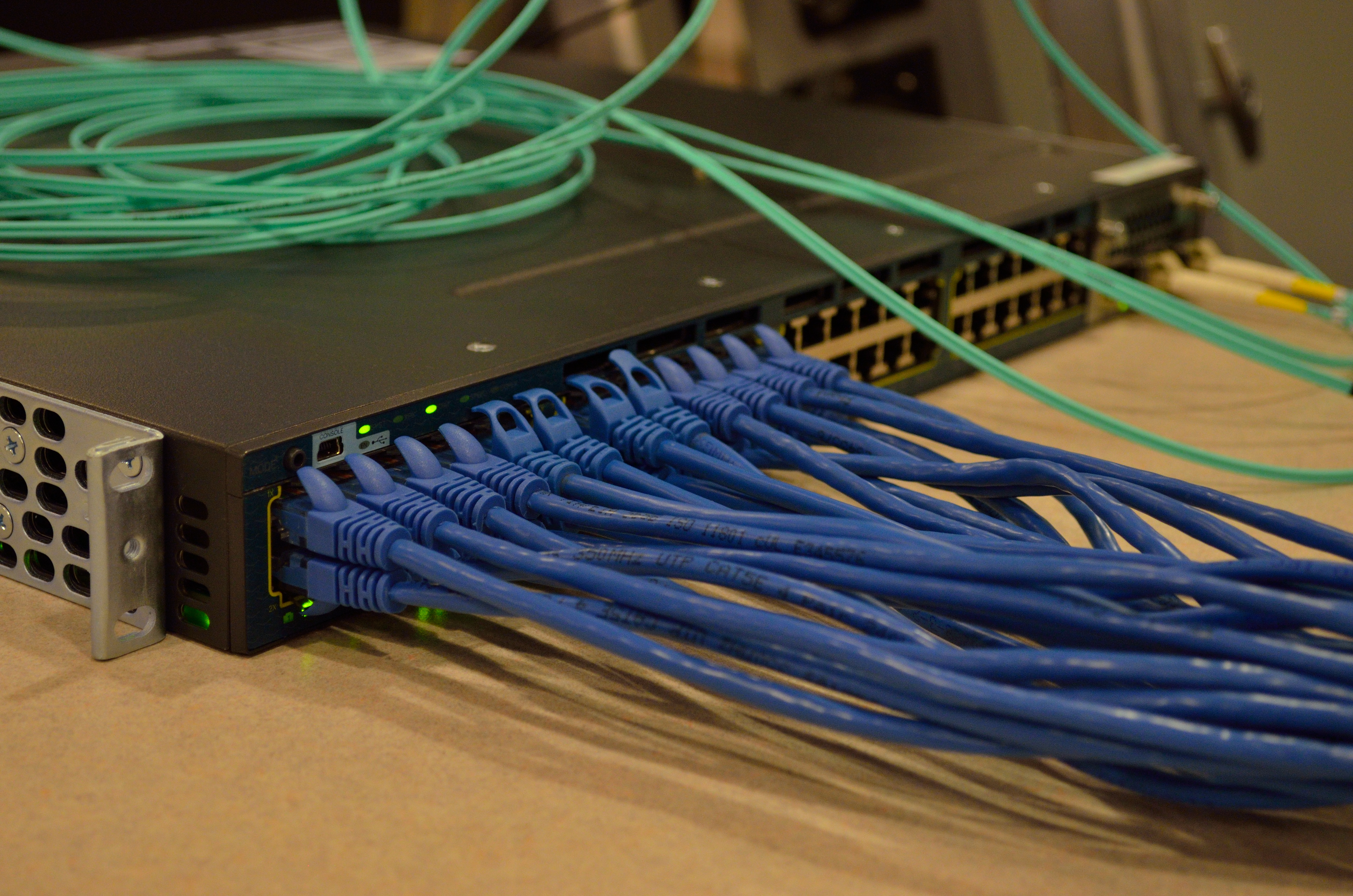
Przełącznik z podłączonymi kablami

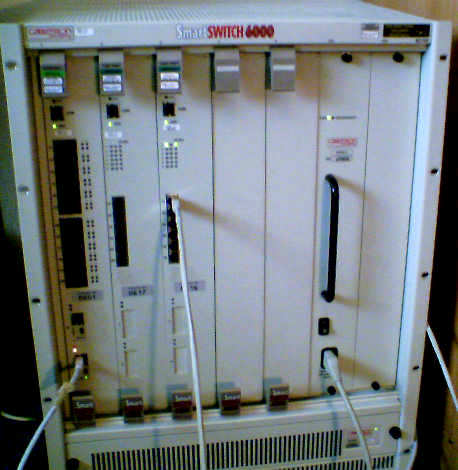
Smart Switch 6000 – profesjonalny przełącznik o budowie modularnej. Urządzenia tego typu wykorzystywane są w wielkich sieciach komputerowych, w których w razie potrzeby można dołączyć moduły zwiększające liczbę portów. Na zdjęciu widoczne są cztery moduły (od lewej: jeden z 24 portami Ethernet, następnie dwa moduły po 7 portów Fast Ethernet każdy oraz moduł zasilający).

Przełącznik, komutator, switch – urządzenie łączące segmenty sieci komputerowej pracujące głównie w drugiej warstwie modelu ISO/OSI (łącza danych). Jego zadaniem jest przekazywanie ramki między segmentami sieci z doborem portu przełącznika, na który jest przekazywana.
Pierwszy przełącznik ethernetowy (Kalpana Etherswitch EPS-1500) został wprowadzony przez firmę Kalpana w 1990 roku.

## Mosty i koncentratory
Przełącznik określa się też jako wieloportowy most lub inteligentny koncentrator, gdyż:
- przekazuje ramki wyłącznie do docelowego segmentu sieci (podobnie do mostu, w przeciwieństwie do koncentratora)
- umożliwia połączenie wielu segmentów sieci w gwiazdę (podobnie do koncentratora, w przeciwieństwie do mostu ograniczonego do dwóch segmentów)
- działa w trybie dupleks.

## Działanie

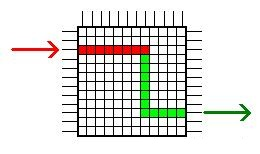
Diagram działania przełącznika sieciowego

Przełącznik w sieci Ethernet analizuje adresy MAC nadawcy i odbiorcy przychodzącej ramki. Adres MAC nadawcy jest wykorzystywany do prowadzenia tablicy skojarzeń, zawierającej adresy MAC i odpowiadające im porty przełącznika, tablica ta może zawierać 4096, 8192, a nawet 16384 wpisy. By zapewnić dostosowywanie się przełącznika do zmian w sieci ważność wpisu wygasa jeżeli przez określony czas nie napływają ramki z danym MAC nadawcy.
Po otrzymaniu ramki przełącznik szuka adresu MAC odbiorcy w tablicy skojarzeń, jeżeli adres nie występuje w niej, to ramka wysyłana jest na wszystkie porty z wyjątkiem źródłowego, gdy jest znany, to tylko na port określony w tablicy skojarzeń.
Przez przesyłanie ramki tylko na jeden port przełączniki ograniczają domenę kolizyjną do pojedynczego portu, dzięki czemu są w stanie zapewnić każdemu hostowi podłączonemu do portu osobny kanał transmisyjno-nadawczy, nie zaś współdzielony, jak to jest w przypadku koncentratora.

### Sieci wirtualne
Przełączniki zarządzalne umożliwiają również wydzielanie wirtualnych sieci lokalnych (VLAN). Przełącznik przekazuje ruch z portu przypisanego do danej sieci VLAN tylko do portów należących do tej sieci oraz portów określonych jako wspólne (trunk). Porty mogą być przypisane do VLAN statycznie lub na podstawie adresu MAC podłączonego urządzenia.
Sieci wirtualne między dwoma podłączonymi do siebie przełącznikami obsługiwane są za pomocą specjalnego rodzaju połączenia nazywanego trunk. W standardzie IEEE 802.1Q każda ramka przesyłana za pomocą trunkingu opatrzona zostaje dodatkowym czterobajtowym polem, w którym zapisany jest też identyfikator sieci VLAN, do której przebiega transmisja. Tego typu ramki, nazywane (o)znaczonymi (ang. tagged) mogą mieć maksymalną długość 1523 bajtów.

### Wielowarstwowość
Obecnie na rynku są również przełączniki trzeciej warstwy modelu ISO/OSI, czyli przełączniki trasujące oraz inne modele pracujące w jeszcze wyższych warstwach modelu OSI.

## Tryby przekazywania ramek
Przekazywanie ramek przez przełącznik może się odbywać w różnych trybach. W przełącznikach zarządzalnych istnieje możliwość wyboru odpowiedniego trybu. Wśród dostępnych trybów znajdują się:
- cut-through – najmniejsze opóźnienie, przesyła ramki bezzwłocznie w trakcie ich odbierania, nie zapewnia sprawdzania ich poprawności,
- store and forward – największe opóźnienie, wysyła nadesłaną ramkę po odebraniu całej ramki, sprawdzeniu sumy kontrolnej i określeniu gdzie ma ją wysłać,
- fragment free – rozwiązanie pośrednie, po odebraniu nagłówka ramki, sprawdza odbiorcę i rozpoczyna wysyłanie na odpowiedni port,
- przełączanie adaptacyjne – na podstawie obciążenia wybierany jest jeden z powyższych wariantów.

## Rodzaje przełączników według opcji konfiguracji
Przełączniki sieciowe, znane również jako switche, można podzielić na dwie główne kategorie: zarządzalne i niezarządzalne.
Niezarządzalne przełączniki sieciowe to urządzenia, które nie oferują interfejsu konfiguracyjnego. Są one przeznaczone przede wszystkim do użytku domowego i stosowane w niewielkich sieciach firmowych ze względu na ich prostotę obsługi.
Przełączniki zarządzalne oferują możliwość wykonania co najmniej jednego rodzaju zmiany konfiguracyjnej. Funkcje i możliwości takich przełączników różnią się w zależności od producenta, modelu i oprogramowania urządzenia. Konfiguracja zwykle odbywa się poprzez polecenia interfejsu wiersza poleceń (CLI), za pośrednictwem konsoli szeregowej, telnetu lub protokołu SSH (Secure Shell), wbudowanego agenta protokołu SNMP (Simple Network Management Protocol) lub za pośrednictwem interfejsu sieciowego w przeglądarce internetowej.
Typowe zmiany konfiguracji na przełącznikach zarządzalnych obejmują:
- włączanie funkcji drzewa rozpinającego (Spanning Tree Protocol),
- ustawienie rodzaju transmisji portów (half lub full duplex)
- ustawienia przepustowości portu,
- tworzenie i konfigurowanie sieci VLAN (Virtual Local Area Network),
- włączanie lub wyłączanie funkcji związanych z kontrolą dostępu, takich jak filtrowanie adresów MAC lub protokołu IEEE 802.1X

W grupie przełączników zarządzalnych wyróżnia się:
- Przełączniki inteligentne to rodzaj przełączników zarządzalnych, które oferują ograniczony zestaw funkcji zarządzania. Umożliwiają one modyfikację podstawowych ustawień, takich jak dupleks, przepustowość i VLAN.
- Przełączniki korporacyjne, znane również jako enterprise switches, są wyposażone w pełny zestaw opcji zarządzania, w tym CLI, SNMP i interfejs sieciowy. Oferują dodatkowe funkcje, takie jak przeglądanie, modyfikowanie, tworzenie kopii zapasowych i przywracanie konfiguracji. Przełączniki te są przeznaczone do wdrażania w dużych sieciach korporacyjnych.